# Tor zum alten Kings Yard

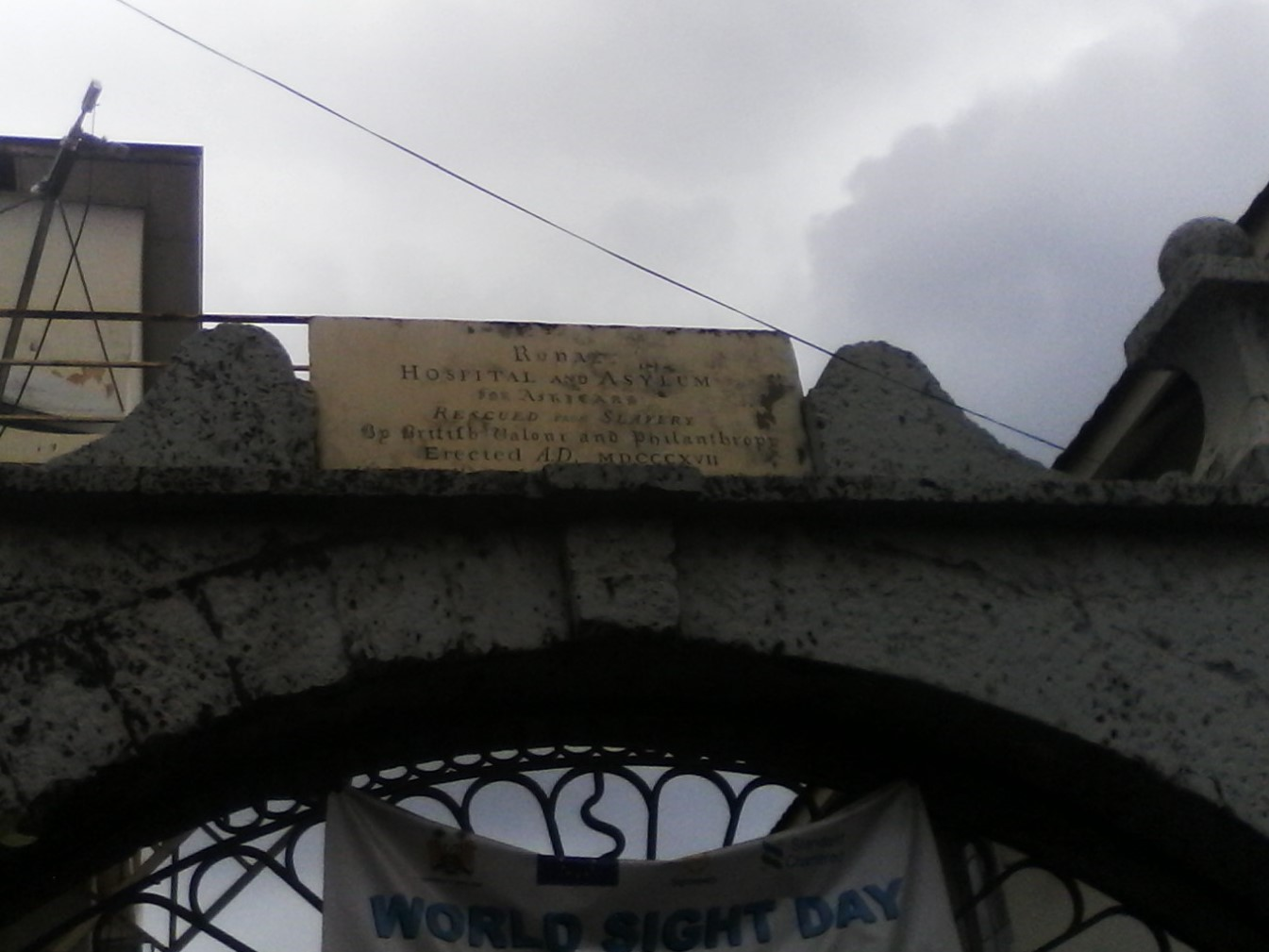
Nahaufnahme der Gedenktafel auf dem Tor

Das Tor zum alten Kings Yard (englisch Gateway to the Old Kings Yard) ist seit 1949 ein Nationaldenkmal  in Freetown im westafrikanischen Sierra Leone.
Es ist zur Aufnahme in die Liste des UNESCO-Welterbe vorgeschlagen.

## Geschichte

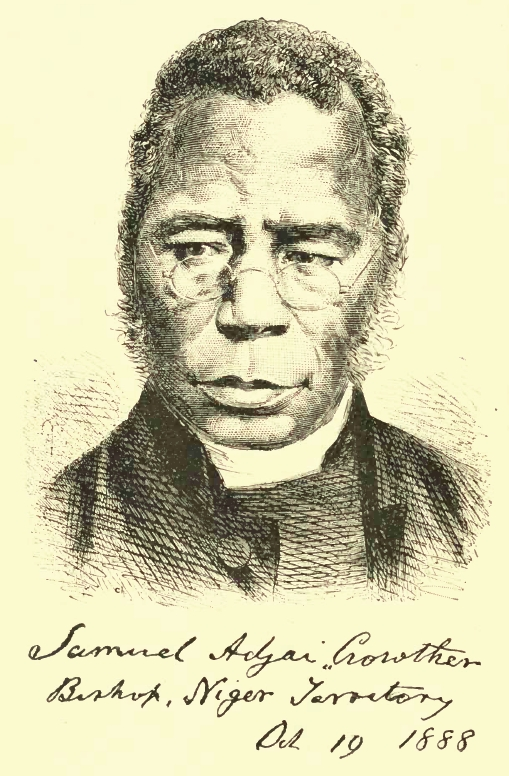
Bischof Samuel Ajayi Crowther passierte als befreiter Sklave das Tor

Nachdem im Vereinigten Königreich die Sklaverei 1808 abgeschafft worden war, versuchte die Royal Navy den lebhaften Sklavenexport aus Afrika zu unterbinden und brachte dafür alle Sklavenhandelsschiffe auf, die ihr auf dem Atlantik begegneten. Die aufgebrachten Schiffe wurden in die nächstliegende Kronkolonie Sierra Leone gebracht, wo sich ein Gericht mit den rechtlichen Aspekten der Beschlagnahmung der menschlichen Ware und der Schiffe befasste.
Die Schiffe legten am King Jimmy Wharf an und die befreiten Sklaven wurden vorübergehend auf einem nahegelegenen Gelände untergebracht, das nach dem Anlegeplatz Kings Yard genannt wurde. Nahezu alle Vorfahren der kreolischen Bevölkerung Sierra Leones bewohnten zeitweise den Kings Yard, darunter Persönlichkeiten wie der erste anglikanische Bischof Afrikas Samuel Ajayi Crowther oder das erste afrikanische Mitglied der Legislative der Kronkolonie John Ezzidio.
Mit den zunehmenden Verboten des Sklavenhandels im 19. Jahrhundert verloren das Gericht und der Kings Yard zunehmend an Bedeutung und ihr Betrieb wurde schließlich um 1870 eingestellt. Um 1880 wurde das Gebäude auf dem Kings Yard zu einem Krankenhaus umgebaut, das jedoch bei einem Brand 1920 zerstört wurde. 
Der einzige Überrest der Anlage ist das Tor, das nach einer Gravur über dem Torbogen 1819 erbaut wurde. Auf dem Tor ist eine Inschrift angebracht, deren Text lautet:
ROYAL ASYLUM AND HOSPITAL FOR AFRICANS
RESCUED FROM SLAVERY BY BRITISH VALOUR
AND PHILANTHROPY
Heute führt das Tor zu einem Teil des Connaught-Krankenhauses.